# Сурайкин, Николай Михайлович
Николай Михайлович Сурайкин (1936—2013) — генерал-лейтенант ВС РФ.

## Биография
Николай Сурайкин родился 21 декабря 1936 года. В 1954 году Сурайкин был призван на службу в Советскую Армию. В 1958 году он окончил Омское высшее военное командное училище, в 1969 году — Военную академию имени М. В. Фрунзе, в 1979 году — Военную академию Генерального штаба. Служил на высоких командных должностях в различных военных округах СССР и в составе Группы советских войск в Германии. С 1984 года Сурайкин занимал должность начальника штаба и первого заместителя командующего войсками Среднеазиатского военного округа.
С 1987 года — на преподавательской работе. Был заместителем начальника Военно-политической академии имени В. И. Ленина, затем на той же должности в Гуманитарной академии ВС РФ. В 1993 году в звании генерал-лейтенанта Сурайкин был уволен в запас. Проживал в Москве. Скончался 8 января 2013 года.
Был награждён орденами Красной Звезды, «За службу Родине в Вооружённых Силах СССР» 2-й и 3-й степеней, «Знак Почёта», рядом медалей.